# Platyscelio abnormis
Platyscelio abnormis är en stekelart som beskrevs av Crawford 1910. Platyscelio abnormis ingår i släktet Platyscelio och familjen Scelionidae. Inga underarter finns listade i Catalogue of Life.